# Televisão no Rio Grande do Sul

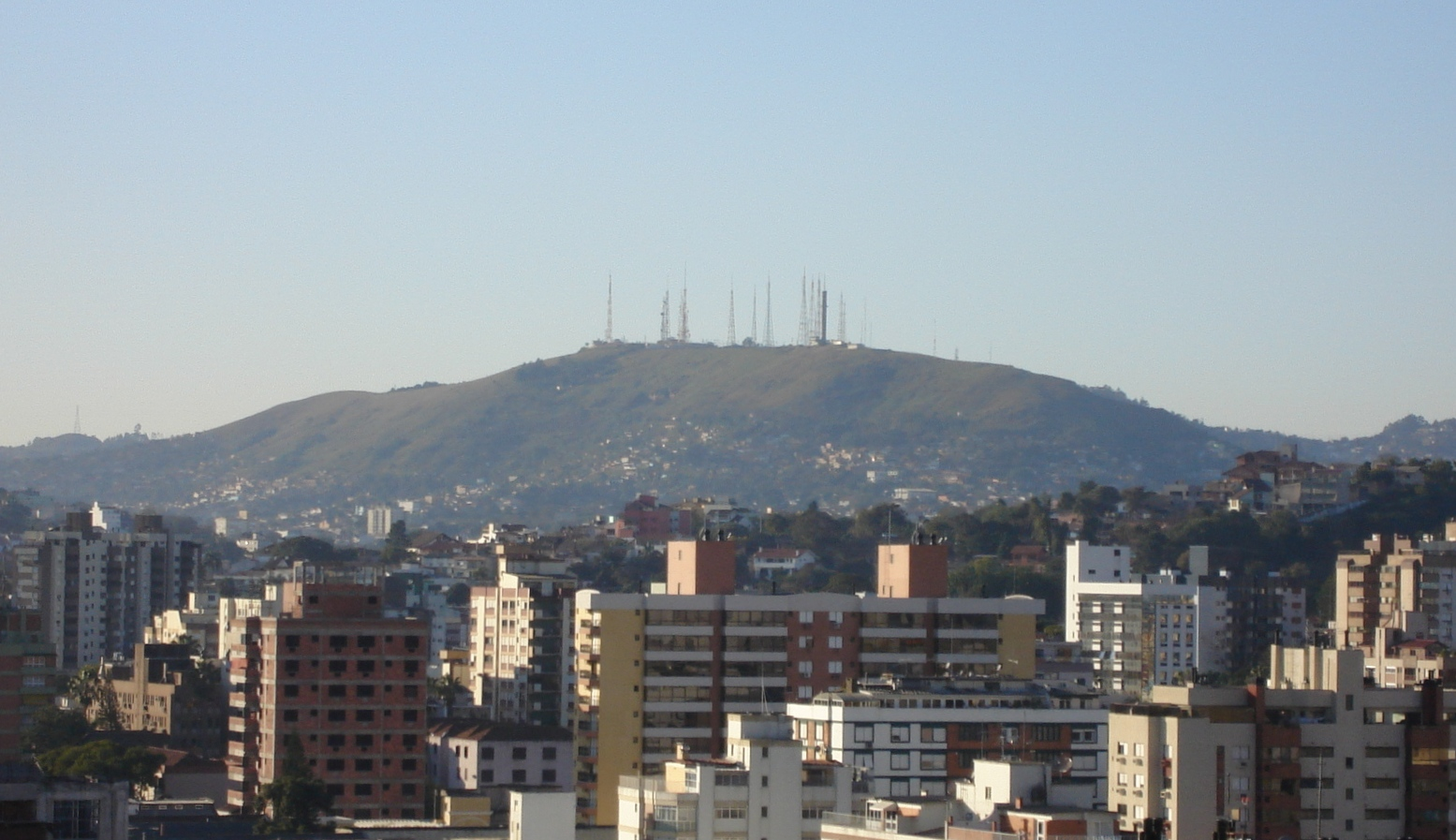
Antenas das emissoras de televisão aberta situadas no Morro da Polícia, em Porto Alegre.

A televisão no Rio Grande do Sul surgiu em 20 de dezembro de 1959 com a TV Piratini, canal 5 de Porto Alegre, afiliada à Rede Tupi.

## História

### Canais de Televisão em Porto Alegre até o encerramento do sinal analógico em 14/03/2018

#### Canal 2 - (TV Guaíba / Record Guaíba)
O canal 2 VHF entrou no ar em 10 de março de 1979, de propriedade de Breno Caldas que já era proprietário da Rádio Guaíba. A TV Guaíba. Durante toda a sua história,  nunca se afiliou a qualquer rede nacional, transmitindo filmes, séries, documentários e programas terceirizados, como o Guerrilheiros da Notícia, de Flávio Alcaraz Gomes, e o Câmera 2, de Clovis Duarte.
Em fevereiro de 2007, foi anunciada a venda do canal e de toda a Companhia Jornalística Caldas Júnior para ao Grupo Record. Em 1º de julho, a emissora passou a se chamar TV Record Rio Grande do Sul, tornando-se emissora própria da Rede Record.

#### Canal 4 (TV Pampa)
Foi o canal com mais parcerias ao longo de sua história, sempre pertenceu à Rede Pampa de Comunicação. Entrou no ar em 1980 como uma emissora independente, assim como a TV Guaíba. Em 1983, tornou-se a primeira afiliada à Rede Manchete. Em 1992, a TV Pampa rompeu com a Manchete, tornando-se independente, mas voltou no mesmo ano.
Em 1997, a TV Pampa rescinde definitivamente o contrato com a Manchete e se afilia à Rede Record.
Em janeiro de 2003, a TV Pampa rompe com a Record e se afilia à RedeTV!, afiliação que foi desfeita em março do mesmo ano. A Pampa volta com a Record.
Em julho de 2007, a Rede Record passa a ser transmitida pelo canal 2 e a TV Pampa se afilia novamente à RedeTV!.

#### Canal 5 (TV Piratini / SBT-RS)
Foi o primeiro canal de televisão a operar no Rio Grande do Sul. Foi concedido em 20 de dezembro de 1959 à TV Piratini, afiliada à Rede Tupi, emissora dos Diários Associados Foi extinta em 18 de julho de 1980 devido à extinção da Rede Tupi.
Em 26 de agosto de 1981, o canal 5 volta a funcionar em Porto Alegre, desta vez concedida a Silvio Santos, emissora própria do recém criado Sistema Brasileiro de Televisão, conhecido na época como TVS. Em 1990 muda seu nome para SBT RS.

#### Canal 7 (TVE-RS)
Canal de TV Pública da cidade. Pertence a Fundação Cultura Piratini, uma entidade vinculada a Secretaria Estadual de Comunicação e Inclusão Digital, do Governo do Estado do Rio Grande do Sul. A emissora que possui a concessão do canal é a TV Educativa ( TVE-RS ), fundada em 1974.Já retransmitiu a programação da TV Cultura, TVE Brasil e TV Brasil.

#### Canal 10 (TV Difusora / Band RS)
O canal 10 entrou no ar em 1969, com a TV Difusora, pertencente aos capuchinhos. Foi a primeira emissora no Brasil a transmitir televisão em cores, com a cobertura da Festa da Uva, realizada em Caxias do Sul. Em 1980, a emissora é comprada pelo Grupo Bandeirantes e passa a se chamar TV Bandeirantes Rio Grande do Sul, (atual Band RS).

#### Canal 12 (TV Gaúcha / RBSTV)
Entrou no ar em 1962, com a TV Gaúcha, de Maurício Sirotsky Sobrinho. 
Em 1963 afiliou-se a TV Excelsior.
Em 1967 rompe com a TV Excelsior e afilia-se a Rede Globo
Em 1983, devido ao aumento do número de emissoras da empresa no Rio Grande do Sul e em Santa Catarina, muda seu nome para RBS TV.

#### Canal 14 (MTV-RS - IdealTV - X-Sports)
Canal pertencente a Vit Music que em 2001 arrendou ao Grupo Abril para retransmissão da MTV Brasil, em 2013 com o final da parceria entre a Abril e a MTV, o canal foi vendido ao Grupo Spring de Comunicação e se chamar Ideal TV  retransmitindo a programação da TV Mundial e TV Universal e Depois Kalunga Preparou um Novo Canal esportivo com Parceria da ESPN da Disney E se chama X sports-sports  

#### Canal 16 (Rede Vida de Televisão)
Em 2010 o canal da Rede Vida de Porto Alegre sofreu uma alteração no número. A transmissão era feita do canal 20 e passou a ser transmitido pelo canal 16. Esta alteração é devida a implantação do canal digital, esta tecnologia permitirá que o sinal tenha qualidade e precisão.

#### Canal 18 (Rede Record / Rede Família / Rede Mulher / Record News)
O canal 18 UHF de Porto Alegre foi concedido ao Grupo Record em 1996. A primeira emissora a ser retransmitida pelo canal foi a TV Record São Paulo, geradora da Rede Record. Em 1997, depois que a TV Pampa, canal 4, se afiliou à Rede Record, o canal passou a ser usado pelo grupo para retransmitir o sinal da Rede Família e depois da Rede Mulher.
Em 2003, a TV Pampa cancelou a afiliação com a Record e passou a transmitir, por três meses, a RedeTV!. Durante esse tempo, a Rede Record voltou a ser retransmitida pelo canal 18. Em março, a TV Pampa voltou com a Record.
Em 2007, o canal 18 passou a ser usado para a retransmissão da Record News, que substituiu a Rede Mulher.

#### Canal 20 (Rede Vida de Televisão)
Canal concedido a Televisão Independente de São José do Rio Preto para retransmissão da Rede Vida de Televisão em 1995, foi desativado em 2010 quando a Rede Vida De Televisão migrou para o Canal 16.

#### Canal 24 (MTV Brasil / TV Canção Nova / Rede Gênesis)
A Zatti & Zigon Comunicações possui uma concessão de Retransmissão de TV para o canal 24 UHF de Porto Alegre. A primeira emissora a fazer parceria foi a  TV Abril para retransmissão da MTV Brasil de 1991 até 2001 quando a MTV Brasil migrou para o canal 14 UHF. Anos depois foi arrendado a TV Canção Nova (2008-2010), em 2013 foi arrendado a Rede Gênesis.

#### Canal 36 (TVCOM / OCTO)
É um serviço especial de TVA concedido ao Grupo RBS. A primeira emissora a operar nesse canal foi a TVCOM, criada em 1995 e extinta em 2015; para então operar o projeto televisivo OCTO, que durou pouco menos de um ano no ar, o canal foi desativado em 2018 devido ao desligamento do sinal analógico na região.
Canal 38 (TVCI / TV Evangelizar / TV Século XXI / RCI )
Canal de propriedade de Sul Brasil – Rádio e Televisão, entrou no ar em 2010 como TVCI, ao longo de sua transmissão no sinal analógico fazia parceria com outras emissoras de programação religiosa.
Em 2010 retransmitia em toda sua programação a Rede Mundial.
Em 2014 encerra parceria com a rede mundial e começa a passar uma programação local com jornalismo, videoclipes, infomerciais e programas de entrevista.
Em 2015  passa a retransmitir a TV Evangelizar, também muda seu nome para RCI TV
Em 2016 encerra parceria com  a TV Evangelizar e passa a retransmitir a programação da Rede Século 21
Em 2017 encerra parceria com a TV Século 21 e passa a retransmitir a programação da Rede Mundial

#### Canal 40 (CBI / Rede 21 / MixTV / RBITV)
Canal de propriedade do Grupo Objetivo, entrou no ar em 2001 ocupando 12 horas de programação da TV Shop Tour que na época era transmitido através da CBI.
Em 2003 o Grupo Objeiivo arrenda o canal 40 para o Grupo Bandeirantes transmitir a programação da Rede 21.
Em 2004 encerra parceria com a Rede 21, passa a se denominar RBI TV, mesclando sua programação entre horários vendidos para produções independentes, programas próprios e uma programação diária para o canal MIX TV, emissora do mesmo grupo.
Em 2009 muda seu nome para MIX TV exibindo uma programação musical de 12 horas diárias, o restante do horário era vendido para produções independentes.
Em 2015 volta a se chamar RBI TV e a MIX TV migra para canal fechado.
Em 2016 fecha parceria com a TV Plenitude passando a transmitir sua programação religiosa em quase toda a grade de programação.
Em 2018 encerra parceria com a TV Plenitude e volta a se tornar uma emissora independente alugando quase todo seu horário para produtoras independentes.

Canal 42 (CMT / MTV Brasil / RIT)
De propriedade do Grupo Abril  este canal entrou ao ar em 1995 retransmitindo a CMT Brasil de forma codificada, neste meso formato anos mais tarde passou a transmitir o sinal da  MTV Brasil, na época canais da extinta TVA. Em 2003 foi concedido a Rede Internacional de Televisão para retransmitir de formato semi-codificado a programação da  RIT. Em 2018 após o desligamento do sinal analógico na região a RIT volta ocupando a mesma frequência com sinal digital e totalmente aberto.

Canal 44 (TV Cachoeira)
Este canal é uma repetidora da TV Cachoeira de Cachoeira do Sul que por sua vez retransmite a programação da TV Novo Tempo.

#### Canal 46 ( CNT / CNT-RS)
Este canal foi adquirido no final dos anos 90 pelo  Sistema Tartaroti de Comunicações para retransmitir sinal nacional da Rede CNT, e com o tempo foi vendido para a CNT. Em 2017 a CNT adquiri de uma emissora própria em Caxias Do Sul e o passa a retransmitir seu sinal para o canal 46 com uma programação mais regional denominando-se  CNT RS.

#### Canal 48 (Manchete / Ulbra TV / MultiRS)
Em 1997, quando a TV Pampa, canal 4, deixou a Rede Manchete para transmitir a Rede Record, a Manchete passou seus últimos anos retransmitida pelo canal 48 UHF. Em 1999, a rede foi extinta e o canal saiu do ar.
Em 2004, o canal 48 voltou com a Ulbra TV, emissora da Universidade Luterana do Brasil.
Em 2013 a Ulbra TV  afilia-se a TV Cultura de São Paulo.  
Em 2025 a Ulbra TV passou a se chamar MultiRS.
Canal 50 (Rede Boas Novas)
Em 2010 este canal serviu como retransmissora da TV Boas Novas, em 2015 o canal sai do ar não migrando para o sinal digital, um tempo depois a programação da TV Boas Novas ocupava a metade da programação da Rede Genesis

#### Canal 55 (TV Urbana / TV Cristal / Rede Sul)
A TV Urbana entrou no ar em Porto Alegre no ano de 1992 pelo publicitário Airton Neves. Por vários anos teve uma programação exclusivamente voltada ao turfe, transmitindo páreos dos principais hipódromos brasileiros. Operava no canal 49 UHF de Porto Alegre, mas foi transferida para o canal 55, pois causava interferência no canal 48, usado pela Rede Manchete, No final dos anos 90 foi afiliada a diversas redes de televisão como TVE Brasil, RedeTV!, Rede Brasil, Rede STV, TV Esporte Interativo e TV da Gente. Em 2006 passou a se denominar RedeTV! RS e posteriormente TV Cristal, em 2009 a emissora voltou e se chamar TV Urbana. Em 2014, após estar no ar através de liminar a emissora adquire concessão própria e vira um canal independente. Sua última mudança de nome foi para Rede Sul de Televisão.

#### Canal 59 (TV Aparecida)
Este canal foi de propriedade do Sistema TV Paulista Ltda. para retransmissão da TV Aparecida. Entrou no ar em 2011.

## Cronologia da televisão no Rio Grande do Sul

### Porto Alegre
- 1959: Entra no ar a TV Piratini, canal 5, afiliada a Rede Tupi;
- 1962: Entra no ar a TV Gaúcha, canal 12;
- 1963: A TV Gaúcha afilia-se a TV Excelsior;
- 1967: TV Gaúcha desafilia-se da TV Excelsior e afilia-se à Rede Globo;
- 1969: Entra no ar a  TV Difusora, canal 10;
- 1974: Entra no ar a TVE-RS, canal 7, Emissora pública educativa do Governo do Estado do RS, em sua primeira fase retransmitia a programação da TVE Brasil mesclado com programas locais.
- 1979: Entra no ar a TV Guaíba, canal 2;
- A TV Difusora destorna-se da emissora independente e afilia-se a Rede Bandeirantes
- 1980: Entra no ar a TV Pampa, canal 4;
  - TV Difusora é vendida ao Grupo Bandeirantes e passa a se chamar TV Bandeirantes Rio Grande do Sul;
  - Em 18 de julho fecha a TV Piratini, canal 5;
- 1981: Silvio Santos ganha a concessão da TV Piratini e reativa o canal 5 em 26 de agosto iniciando as transmissões da TVS Porto Alegre[3];
- 1983: TV Pampa destorna-se da emissora independente e afilia-se à Rede Manchete;
- Após adquirir emissoras em Santa Catarina, a TV Gaúcha muda seu nome para RBS TV
- 1990: Entra no ar retransmissora da MTV Brasil, sob domínio do Grupo Abril no canal 24 sendo a primeira emissora a operar em UHF no Estado.
- 1991: A TVE-RS afilia-se a TV Cultura de São Paulo, mas continua retransmitindo a programação da TVE Brasil do Rio de Janeiro.
- 1992: Entra no ar a TV Urbana; canal 49, sua uma programação era exclusivamente voltada ao turfe, transmitindo páreos dos principais hipódromos brasileiros
- 1995: Entra no ar a TVCOM, canal 36,  canal comunitário do Grupo RBS com sinal semi-codificado;
- 1996: Entra no ar a retransmissora da Rede Record no canal 18;
  - Entra no ar a retransmissora da Rede Vida no canal 20;
- 1997: TV Pampa encerra parceria com a Rede Manchete e afilia-se à Rede Record;
  - Rede Manchete passa a ser retransmitida pelo canal 48;
  - A TV Urbana muda sua frequência do canal 49 para o canal 55 devido interferência com a Rede Manchete no canal 48.
- 1998: Entra no ar a retransmissora da Central Nacional de Televisão pelo canal 46;
  - A Rede Família é retransmitida pelo canal 18, no lugar da Rede Record que passou a ser retransmitida no canal 4 pela TV Pampa
- 1999: Rede Manchete é extinta; canal 48 sai do ar;
- 2001: A MTV Brasil muda sua seu número de canal; o canal 24 sai do ar, e fecha parceria com a VIT Music para operar no canal 14 com uma potência mais forte, e passa a se denominar MTV RS, 
  - A TV Urbana afilia-se a TVE Brasil
- 2002: Entra no ar a TV Shop Tour, canal 40;
  - A Rede Mulher é retransmitida pelo canal 18 no lugar da Rede Família;
- 2003: A TV Pampa Porto Alegre afilia-se à Rede TV!, permanecendo somente nos primeiros três meses do ano;
  - No início de abril, a TV Pampa Porto Alegre volta a transmitir a programação da Rede Record;
  - TV Urbana afilia-se à RedeTV! no lugar da TVE-Brasil;
  - A Rede 21 passa a ser retransmitida no canal 40 no lugar da TV Shop Tour;
  - Entra no ar a TV Unisinos,canal 30, embora a emissora fosse de São Leopoldo, poderia ser captado em alguns pontos de Porto Alegre, mas com alguma perda na qualidade do sinal.
  - A TV Unisinos se afilia ao Canal Futura
- 2004: Entra no ar a Ulbra TV, canal 48 UHF retransmitindo a programação da Rede STV;
  - Entra no ar pelo canal 40 a retransmissora da RBI no lugar da Rede 21;
- 2005: Entra no ar a RIT, com sinal semi-codificado pelo canal 42 UHF
- 2006: TV Urbana passa a se chamar RedeTV! RS
- A Ulbra TV encerra parceria com a Rede STV e torna-se emissora independente;
- 2007: RedeTV! RS passa a se chamar TV Cristal;
  - TV Guaíba é comprada pelo Grupo Record e passa a se chamar Record RS;
  - TV Pampa afilia-se à RedeTV!;
  - TV Cristal afilia-se à SescTV;
  - A TVE-RS encerra parceria com a TVE Brasil tornando se afiliada apenas da TV Cultura.
  - A Record News é retransmitida pelo canal 18 no lugar da Rede Mulher;
- 2008: TV Cristal afilia-se à Rede Brasil;
  - Em 29 de julho entra no ar a retransmissora da TV Canção Nova no canal 24 UHF;
  - Em 4 de novembro estreia a RBS TV HD pelo canal 34 UHF. A primeira do estado com transmissão digital;
- 2009: TV Cristal volta a se chamar TV Urbana;
- A RBI passa a se chamar MIX TV emissora do mesmo grupo que já ocupava boa parte da grade do canal;
  - Em 2 de dezembro a TV Record Rio Grande do Sul inaugura seu sinal digital pelo canal 21 UHF;
- 2010: Em 3 de junho entra no ar a Band HDTV pelo canal 32 UHF digital;
  - Em 10 de novembro entra no ar o SBT HD pelo canal 28 UHF digital;
  - Entra no ar a retransmissora da TVCI pelo canal 38 com quase toda programação arrendada a Igreja Mundial do Poder de Deus;
  - Entra no ar a TV Cachoeira com concessão em Cachoeira do Sul no canal 44 afiliada a TV Novo Tempo
  - Entra no ar a retransmissora da TV Boas Novas pelo canal 50 UHF;
  - A Retransmissora da Rede Vida passa a ser transmitida pelo canal 16 UHF;
  - A TV Canção Nova sai do ar no canal 24 UHF
- 2011: Em 25 de julho, entra no ar a Rede Vida HD pelo canal 17 UHF digital;
- Em 25 de agosto entra no ar a retransmissora da TV Aparecida no canal 59 UHF;
  - Em 18 de outubro, entra no ar TV Brasil pelo canal 65 UHF digital;
  - A TVE-RS encerra parceria com a TV Cultura e afilia-se a TV Brasil
- 2012: Em 26 de abril, a TV Pampa Porto Alegre entra no ar  no canal 26 UHF digital.
  - Entra no ar a TV Câmara pelo canal 61.1 UHF digital;
  - Entra no ar a ALTV RS pelo canal 61.2 UHF digital;
  - Entra no ar a TV Senado pelo canal 61.3 UHF digital;
  - A TV Urbana desafilía-se da Rede Brasil e passa a retransmitir a TV Esporte Interativo.
- 2013:
  - Entra no ar a retransmissora da Rede Gênesis pelo canal 24 UHF
  - A MTV Brasil encerra suas transmissões em canal aberto em seu lugar entra a TV Ideal no canal 14 UHF
  - Entra no ar a TVE-RS HD pelo canal 30 UHF
  - A Ulbra TV afilia se a TV Cultura de São Paulo
- 2014:
  - A Ideal TV fecha parceria com a Rede Mundial para exibição de programas religiosos em grande parte de sua grade de programação
  - Entra no ar a retransmissora da TV CI HD no canal 39 UHF digital
  - Entra no ar a TV Câmara de Porto Alegre no canal 61.4 UHF Digital
- 2015:
  - A TV Urbana encerra parceria com a TV Esporte Interativo e vira emissora independente
  - A TVCOM encerra suas transmissões no canal 36 UHF e em seu lugar entra o Canal OCTO
  - Entra no ar a RBI TV no canal 40 UHF no lugar da MIX TV que fica com sua programação somente em TV Fechada
  - A TV Boas Novas Encerra suas transmissões no canal 50 UHF
  - A TV Ci fecha parceria com a TV Evangelizar passando a se chamar RCI TV
  - A TVE encerra parceria com a TV Brasil e volta a se afiliar-se com a TV Cultura.
- 2016:
  - A RBI TV fecha parceria com a TV Plenitude passando a transmitir sua programação religiosa em quase toda a grade do canal 40 UHF
  - A TV Boas Novas passa a ocupar 12 horas da Rede Gênesis
  - A RCI TV deixa de retransmitir a TV Evangelizar e passa a retransmitir a programação da Rede Século 21
  - A TV Unisinos desafilía-se do Canal Futura e passa a transmitir o sinal da TV Canção Nova.
  - O canal OCTO é descontinuado.
- 2017:
  - A RCI TV encerra parceria com a TV Século 21 e passa a retransmitir a programação da Rede Mundial.
  - Entra no ar a Ulbra TV SD no canal 50 UHF Digital.
  - Entra no ar a Ideal TV HD no canal 15 UHF digital.
  - Entra no ar a CNT-RS HD com concessão em Caxias do Sul pelo canal 47 UHF Digital
  - A TVE-RS encerra suas transmissões pelo canal 7 VHF analógico ficando apenas no 30 UHF Digital.
  - A Ideal TV encerra parceria com a Rede Mundial e passa a transmitir a programação da TV Universal.
- 2018:
  - (VC 22.1) - Entra no ar a Rede Brasil HD em fases de testes por um breve período no canal 20 UHF Digital.
  - (VC 24.1) - Entra no ar a Rede Genesis HD no canal 23 UHF Digital.
  - (VC 40.1) - Entra no ar a RBI TV HD no canal 41 UHF Digital.
  - (VC 42.1) - Entra no ar a RIT HD no canal 43 UHF Digital.
  - (VC 44.1) - Entra no ar a TV Cachoeira HD no canal 45 UHF Digital.
  - (VC 55.1) - Entra no ar a TV Urbana SD no canal 48 UHF Digital.
  - (VC 59.1) - Entra no ar a TV Aparecida HD no canal 43 UHF Digital.
  - Em 14 de março de 2018, iniciou-se o desligamento do sinal analógico em Porto Alegre, Região Metropolitana e Caxias do Sul. A transmissão dos canais está disponível por sinal digital.
  - A RBI TV encerra parceria com a TV Plenitude trocando sua programação religiosa para uma programação de videoclipes, entrevistas, notícias, televendas e infomerciais.
  - A Ideal TV encerra parceria com a TV Universal e passa a transmitir na sua grade programas da NBR, noticiários e reprises de produções próprias da  primeira fase do canal.
  - A RBI TV retorna a transmitir programação religiosa no canal 40 UHF, dessa vez fecha parceria com a TV Mundial.
  - Em 17 de junho, a TV Câmara (VC 61.1), ALTV (VC 61.2), TV Senado (VC 61.3) e TV Câmara Porto Alegre (VC 61.4) migram do canal 61 UHF para o canal 25 UHF.
  - A RBI TV no final de setembro encerra parceria com a TV Mundial e retorna a ser um canal independente.
  - A TV Unisinos muda seu nome para TV Canção Nova RS
- 2019:
  - Em 13 de fevereiro, a RCI em parceria com a  AFIPE muda sua denominação para TV Pai Eterno.
  - Em 13 de junho entra no ar a retransmissora da Rede Brasil ES afiliada da RBTV no canal 22 (VC 22.1)
  - Em 11 de setembro, a TV Câmara de Porto Alegre migrou para o canal 61.3 e o canal 61.4 mudou para a TV Senado.
- 2020:
  - Em 21 de julho entraram no ar os canais 16.2 Rede Vida Educação e 16.3 Rede Vida Educação 2 da multiprogramação da Rede Vida.
  - Em 27 de agosto, a Ulbra TV migrou ao 1080i HD.
  - Em 29 de agosto a Rede Legislativa mudaram de canais, ou seja, 61.1 TV Câmara, 61.2 TV Assembleia RS, 61.3 TV Câmara de Porto Alegre e 61.4 TV Senado passaram para 11.1, 11.2, 11.3 e 11.4 respectivamente.
  - Em 14 de setembro canal 11.2 da TV Assembleia migrou ao 1080i HD.
  - Em 3 de dezembro, a Ideal TV é substituída pela Loading TV.
  - A TVE-RS encerra parceria com a TV Cultura e retorna afiliação com a TV Brasil.
- 2021:
  - A Rede Brasil arrenda toda sua programação para a TV Mundial.
  - A Loading TV encerra suas transmissões e volta a se denominar Ideal TV alugando seu horário para a TV Mundial.
- 2022
  - A TV Urbana muda de nome e passa a se chamar Rede RS (Rede Sul De Televisão).
  - A Rede Brasil volta a apresentar sua tradicional programação de filmes e séries após romper contrato com a TV Mundial.
  - A RBITV muda seu canal virtual de 41.1 para 13.1
- 2023
  - Entra no ar a TV Feliz pelo canal 29 UHF (29.1 CV)
  - Entra no ar pelo canal 14 UHF (52.1 CV) a TV Canção Nova RS
- 2024
  - A Record muda o nome de sua retransmissora no RS para Record Guaíba, para homenagear a antiga TV Guaíba.
  - Entra no ar a PopTV no canal 23 UHF (24.1 CV) com programação independente no lugar da Rede Genesis.
  - A Ulbra TV muda seu nome para Multi TV mantendo sua afiliação com a TV Cultura.
  - A RBITV passa a retransmitir em alguns horários a programação da TV Brasil simultaneamente com a TVE-RS.

### Interior do estado

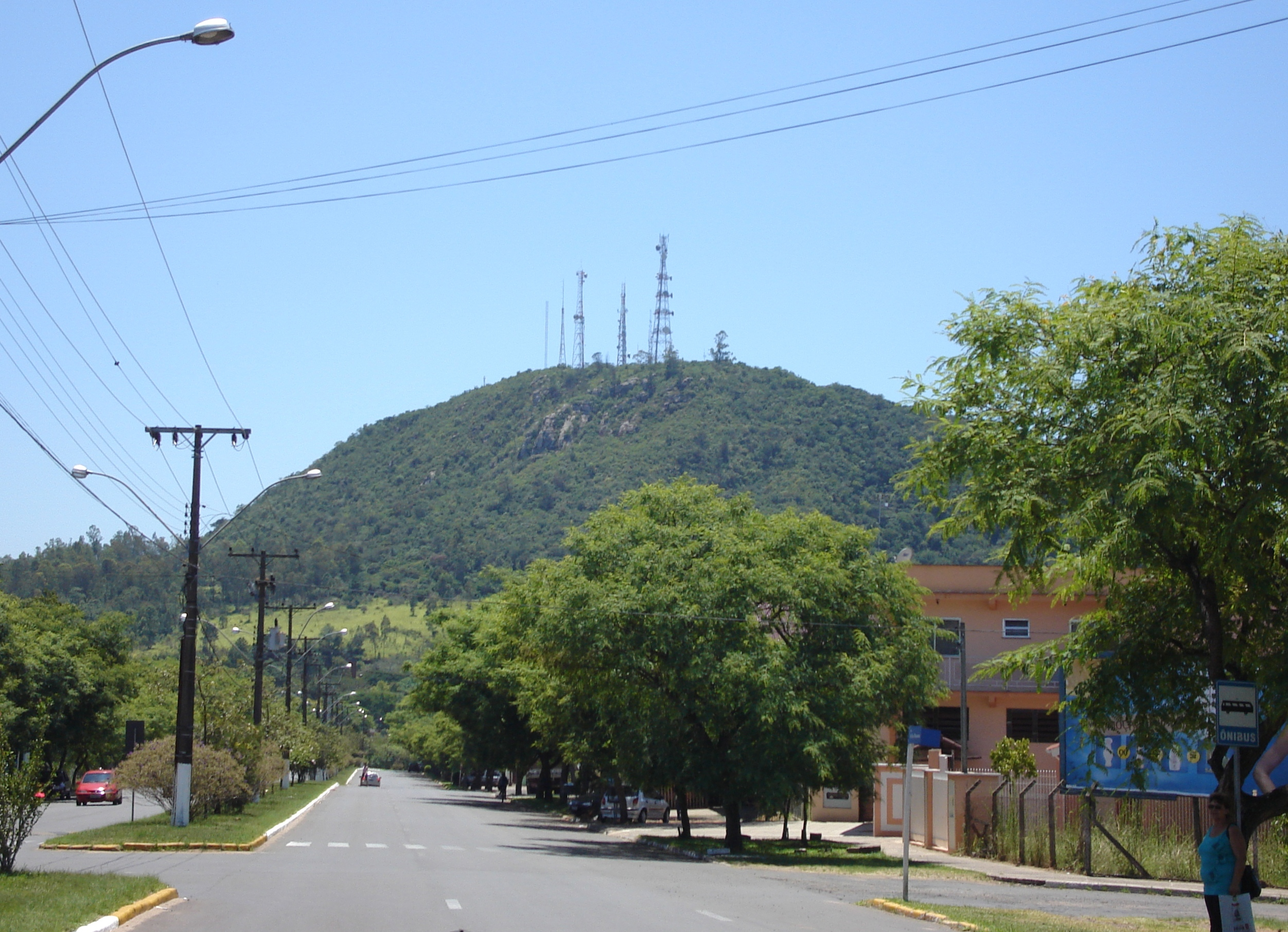
Antenas transmissoras de televisão aberta no Morro São João, em Montenegro.

- 1969: Entra no ar a TV Caxias, canal 8 de Caxias do Sul;
- 1969: Entra no ar a TV Imembuí, canal 12 de Santa Maria;
- 1972: Entra no ar a TV Tuiuti, canal 4 de Pelotas, e a TV Erexim, canal 2 de Erechim;
- 1974: Entra no ar a TV Uruguaiana, canal 13 de Uruguaiana;
- 1977: Entra no ar a TV Bagé, canal 6 de Bagé, e a TV Rio Grande, canal 9 de Rio Grande;
- 1979: Entra no ar a TV Cruz Alta, canal 3 de Cruz Alta;
  - Emissoras da Rede Brasil Sul recebem o nome de RBS TV;
- 1980: Entra no ar a TV Umbu, canal 7 de Passo Fundo;
- 1987: Entra no ar a TV Pampa Sul, canal 13 de Pelotas;
- 1988: Entra no ar a RBS TV Santa Cruz, canal 6 de Santa Cruz do Sul e a TV Pampa Norte, canal 9 de Carazinho;
- 1992: Entra no ar a RBS TV Santa Rosa, canal 6 de Santa Rosa e a TV Pampa Centro, canal 4 de Santa Maria;
  - Emissoras da Rede Pampa de Comunicação no interior do estado se afiliam ao SBT;
- 1997: Entra no ar a UCS TV, canal 27 de Caxias do Sul;
- 2000: Entra no ar a TV Cultura do Vale, canal 53 de Montenegro;
- 2003: Entra no ar a TV Unisinos, canal 30 de São Leopoldo;
  - Emissoras da Rede Pampa de Comunicação no interior do estado se afiliam à Rede Record;
- 2008: Em fevereiro, emissoras da Rede Pampa de Comunicação no interior do estado passam a usar a marca Record;
  - Em junho, após divergências entre as duas empresas, as emissoras da Rede Pampa voltam a usar a marca TV Pampa. O contrato entre Pampa e Record é rescindido;
  - Também em junho, a TV Nativa de Pelotas deixa de transmitir o SBT para transmitir a Record News; em Pelotas, o SBT passa a ser retransmitido pelo canal 16;
  - Em 14 de julho, a TV Nativa torna-se afiliada à Rede Record e as emissoras da Rede Pampa no interior passam a transmitir a programação da RedeTV!.
- 2012: No dia 28 de fevereiro de 2012, entra no ar o sinal digital da RBS TV HD no canal 33 UHF em Caxias do Sul e região.
- 2013: No dia 18 de abril de 2013, entra no ar o sinal digital da RBS TV HD no canal 33 UHF digital em Santa Maria e região.
  - Em Maio de 2013, a TV Nativa de Pelotas desafilia-se da Rede Record, e em 30 de Junho Afilia-se à Top TV. Mais tarde, a emissora passou a se chamar Top TV Pelotas;
  - Em Novembro de 2013, Entra no ar o sinal digital da RBS TV Pelotas HD no canal 34 UHF digital de Pelotas.
- 2018: Em 28 de Novembro de 2018, iniciou-se o desligamento do sinal analógico em Pelotas, Rio Grande e região. A transmissão dos canais está disponível por sinal digital. 
  - Em 5 de Dezembro de 2018, iniciou-se o desligamento do sinal analógico em Santa Maria e região. A transmissão dos canais está disponível por sinal digital.
- 2019: (VC: 30.1) - A TV Canção Nova estreia definitivamente o sinal digital em Pelotas, pelo canal 16 UHF.
- 2020: (VC: 21.2) - A TV Câmara Pelotas estreia suas operações via sinal aberto, pelo canal 21 UHF, juntamente com as retransmissoras da TV Câmara (VC:21.1), TV Senado (VC: 21.3) e TV Assembleia (VC: 24.1).
- 2021: Entra no ar a TV Farol Rio Grande, canal 41 UHF (VC: 11.1) de Rio Grande. O canal antes era ocupado pela repetidora da RIT TV na cidade, porém o sinal da RIT foi mantido no canal, pois a TV Farol Rio Grande se tornou afiliada da emissora.
- 2023: (VC 2.1) - Entra no ar a RecordTV RS SD no canal 22 UHF Digital em Pelotas.